# Kōki Ōtani
Kōki Ōtani (jap. 大谷幸輝 Ōtani Kōki; ur. 8 kwietnia 1989 w prefekturze Kumamoto) – japoński piłkarz występujący na pozycji bramkarza.

## Kariera piłkarska
Od 2008 roku występował w Urawa Reds, Giravanz Kitakyushu i Albirex Niigata.